# Tricongius amazonicus
Tricongius amazonicus là một loài nhện trong họ Gnaphosidae.
Loài này thuộc chi Tricongius. Tricongius amazonicus được miêu tả năm 1990 bởi Norman I. Platnick & Höfer.